# Åkerbryum
Åkerbryum (Bryum rubens) är en bladmossart som beskrevs av Mitten 1856. Åkerbryum ingår i släktet bryummossor, och familjen Bryaceae. Arten är reproducerande i Sverige. Inga underarter finns listade i Catalogue of Life.